# Vässingsö
Vässingsö är en bebyggelse i Onsala socken i  Kungsbacka kommun, Hallands län. Området avgränsades fram till 2010 som en separat småort, från 2015 räknas det till tätorten Röda holme. 